# Rhaphidorrhynchium zuluense
Rhaphidorrhynchium zuluense là một loài rêu trong họ Sematophyllaceae. Loài này được Sim mô tả khoa học đầu tiên năm 1926.